# 喜入瀬々串町
喜入瀬々串町（きいれせせくしちょう）は、鹿児島県鹿児島市の町。旧薩摩国給黎郡喜入郷瀬々串村、給黎郡喜入村大字瀬々串、揖宿郡喜入町大字瀬々串。郵便番号は891-0201。人口は2,289人、世帯数は1,124世帯（2020年4月1日現在）。面積は7.36平方キロメートル。

## 地理
鹿児島市の南部、旧喜入町の北端部に位置している。町域の北方から西方にかけては合併前の鹿児島市の南端にあたる平川町、南方には喜入中名町、西方には南九州市知覧町郡がそれぞれ隣接しており、東方には鹿児島湾（錦江湾）に面している。瀬々串の海岸は岩浜でありやや屈曲しており、瀬々串駅周辺にあたる水無川・浜田川の河口付近に集落が形成されている。
海岸沿いに南北に国道226号が通り、それに沿って指宿枕崎線が通っており、町域内には瀬々串駅が設置されている。北端部には鹿児島県道23号谷山知覧線が東西に通っており、南九州市との境界付近には指宿スカイラインの知覧インターチェンジがある。
また、集落は海岸沿いに多くあるが、北部の県道23号沿いには星和台と呼ばれるニュータウンが所在している。

### 河川
- 水無川[12]
- 浜田川[12]
- 波止川[12]
- 駒返川[12]

### 町名の由来
「日本歴史地名大系」によれば、瀬々串という地名は海岸線が岩浜で小さな入江が連なって櫛の歯状であったことに由来する。

## 歴史

### 先史時代
現在の瀬々串の区域からは縄文土器や弥生土器が出土している。谷山と接する台地において縄文土器の破片が分布していることが判明している。瀬々串における弥生土器の出土は1929年（昭和4年）頃に山崎五十麿によって報告されている。
瀬々串駅の南西に位置する東玉の東玉遺跡では水田の中から大型の磨製石斧が1962年（昭和37年）に発掘されている。門口の門口遺跡では台地上に磨製石斧や弥生土器の破片が発掘されているほか、塩屋の塩屋遺跡においては縄文土器や弥生土器の破片や石斧が発掘されており、縄文時代から弥生時代にかけての集落遺跡であろうと推測されている。

### 上村としての瀬々串

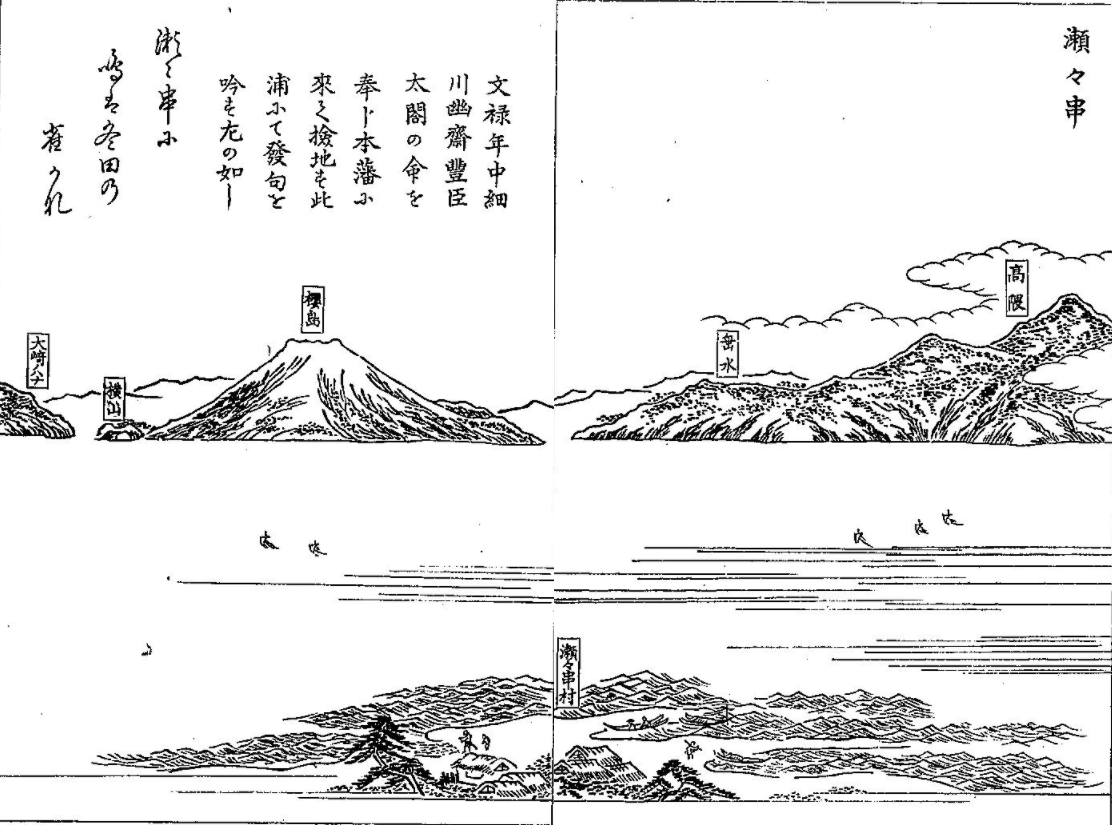
江戸時代の瀬々串の絵図（三国名勝図会）

江戸時代の瀬々串は中名村と共に「上村」の一部とされたり、「瀬々串村」の1村として把握されている場合があった。「三州御治世要覧」には喜入郷のうちの瀬々串村という村名は記載されているものの村高は掲載されていない。喜入氏文書によれば寛永年間（1624年～1644年）末ごろに上之村の北部が瀬々串村として分村したとされる。
しかし、元禄11年（1698年）に薩摩藩が領内の郡郷について村里の広狭地形を製図することとなり、検分が行われた。薩摩藩の検使は「瀬々串は一村である。正保目録でも瀬々串村として一村を形成しているので、喜入は上村・下村・瀬々串村の三村とすべきである」と申し渡したが、喜入郷の役人が検地帳や宗門改を根拠に瀬々串村は上村に属すると主張した。喜入肝付氏当主肝付久兼は絵図所に対して上村・下村の2村である旨を申し立て、結果として瀬々串村の独立は認められず、上村・下村の2村として決着した。ただし、村としてではなく「在」と呼ばれる薩摩藩の行政区画として瀬々串は置かれていたとされる。江戸時代の後期には庄屋も置かれた。
享保9年（1724年）には薩摩藩の領域内において藩主の通路に休憩所などを設置することとなり、瀬々串宮ノ下に御茶屋が設置された。明治3年（1870年）に「在」を廃止し在であった瀬々串と中名を併せて上村とし戸長が配置された。
江戸時代に薩摩藩によって作成された地誌である「三国名勝図会」には瀬々串について以下のように記述されている。

瀬々串　上之村の海邊にありて、小村落なり、此浦より眺望すれば、海を隔て隅州の連山縹緲として、畫のごとく、其中に高隈嶽秀出し、櫻島嶽海中に聳へ、鳥島沖子島其側に侍立し、風帆賈舶、煙際に來往し、風景絶勝なり、
—三国名勝図会巻二〇巻

### 瀬々串村の独立
1878年（明治11年）に上村が中名村（現在の喜入中名町）と瀬々串村に再び分村し、「瀬々串村」として成立した。1879年（明治12年）の戸籍簿によれば瀬々串村は375戸であった。1884年（明治17年）の「鹿児島県地誌」には給黎郡のうちとして「瀬々串村」と見える。

### 町村制施行以後
1889年（明治22年）4月1日に町村制が施行されたのに伴い、喜入郷に属していた瀬々串村、中名村、前之浜村、生見村の区域より給黎郡喜入村が成立した。それまでの瀬々串村は喜入村の大字「瀬々串」となった。1897年（明治30年）4月1日には「 鹿兒島縣下國界竝郡界變更及郡廢置法律」（明治29年法律第55号）が施行され、給黎郡のうち喜入村は揖宿郡及び頴娃郡と共に揖宿郡を新設し、喜入村は揖宿郡のうちとなった。
1913年（大正2年）には宮崎神社の境内に警察の事務所が設置された。この事務所はのちに瀬々串駐在所となった（瀬々串駐在所は2012年（平成24年）に喜入交番に統合され廃止された）。また同年5月31日には瀬々串上集落において大火が発生し56棟が全焼した。また、1914年（大正3年）1月12日に発生した桜島の大正大噴火では火山灰により瀬々串の家屋が1棟倒壊する被害があった。
1928年（昭和3年）4月1日には喜入村の行政区画として町村制に基づく区が「喜入村行政区画規定」により設置され、大字瀬々串一円は「第一区」とされ、1946年（昭和21年）3月31日に廃止されるまで行政区画として存在した。1934年（昭和9年）5月20日には指宿線（現在の指宿枕崎線）が開通し、瀬々串には瀬々串駅が設置された。
1956年（昭和31年）10月15日には喜入村が町制施行し喜入町となった。1963年（昭和38年）10月14日には瀬々串上集落において大火が発生し69棟が全焼又は半焼した。1978年（昭和53年）にはそれまで船溜まり程度しかなく干潮時には船の出入りが不可能であった瀬々串港の建設に着手し1931年（昭和6年）に完工した。1988年（昭和63年）4月には鹿児島市平川町との境界付近に住宅団地である星和台団地が完成した。
2004年（平成16年）11月1日に喜入町が日置郡松元町、郡山町、鹿児島郡吉田町、桜島町と共に鹿児島市に編入された。合併に際して設置された法定合併協議会である鹿児島地区合併協議会における協議によって、喜入町の区域の大字については「字の区域を廃止し、当該廃止された字の区域に相当する区域により新たに町の区域を設定し、その名称については表示案に基づき、各町の意向を尊重し合併までに調整するものとする」と協定された。
前述の協定に基づいて、合併前の10月26日に鹿児島県の告示である「 町の区域の設定及び字の廃止」が鹿児島県公報に掲載された。この告示の規定に基づき、それまでの大字瀬々串は廃止され、大字瀬々串の全域を以て新たに鹿児島市の町「喜入瀬々串町」が設置された。

## 人口
以下の表は国勢調査による小地域集計が開始された1995年以降の人口の推移である。
| 年                 | 人口  |
| ------------------ | ----- |
| 1995年（平成7年）  | 2,753 |
| 2000年（平成12年） | 2,699 |
| 2005年（平成17年） | 2,568 |
| 2010年（平成22年） | 2,494 |
| 2015年（平成27年） | 2,316 |

## 施設

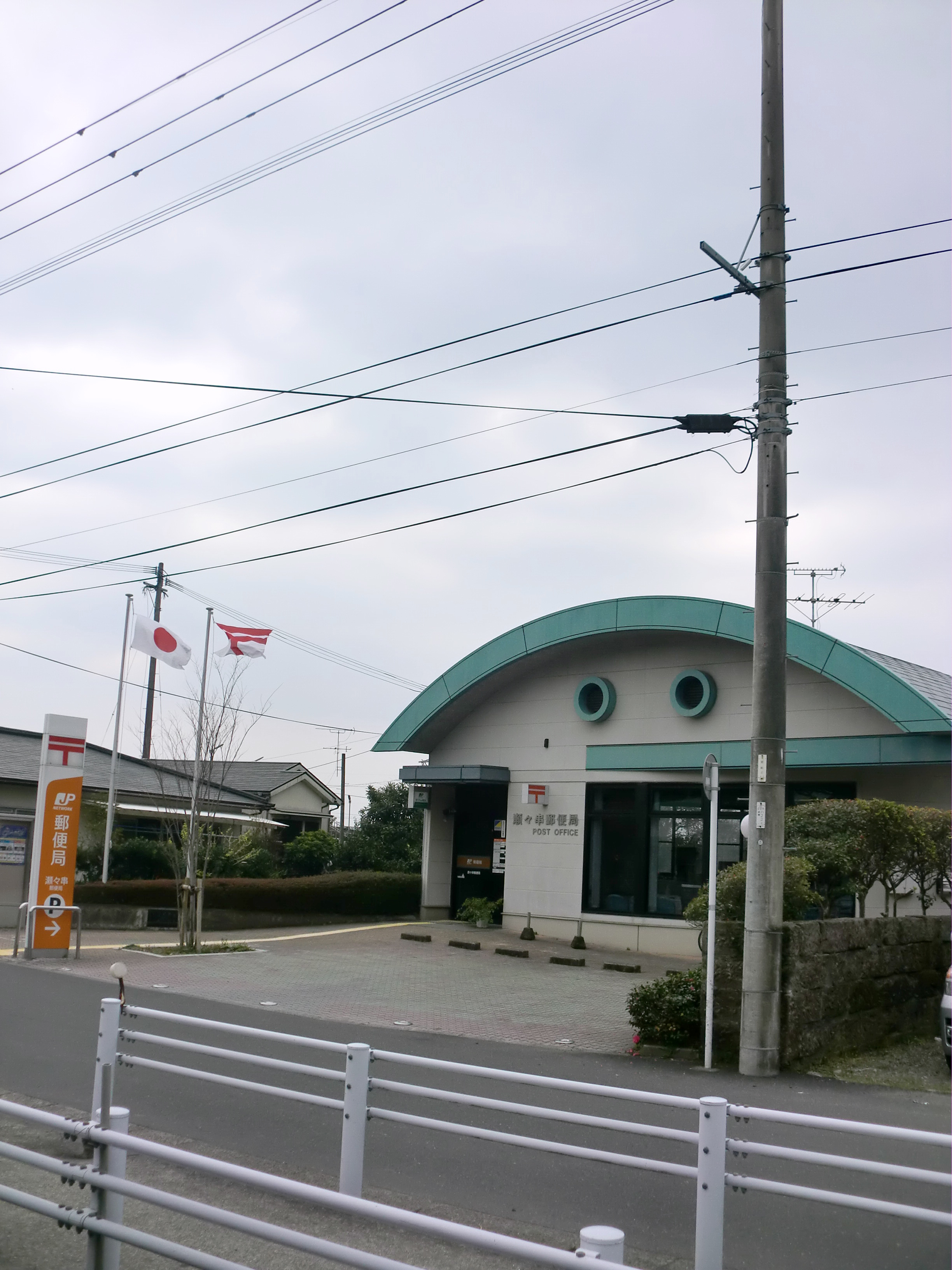
瀬々串郵便局

### 教育
- 鹿児島市立瀬々串小学校[48]
- 瀬々串保育園

### 郵便局
- 瀬々串郵便局[49]
1935年（昭和10年）12月11日に開設された[50]。

### 寺社
- 宮崎神社（旧村社）[51]
- 錦光寺（浄土真宗本願寺派）[52]
- 総徳寺

## 教育

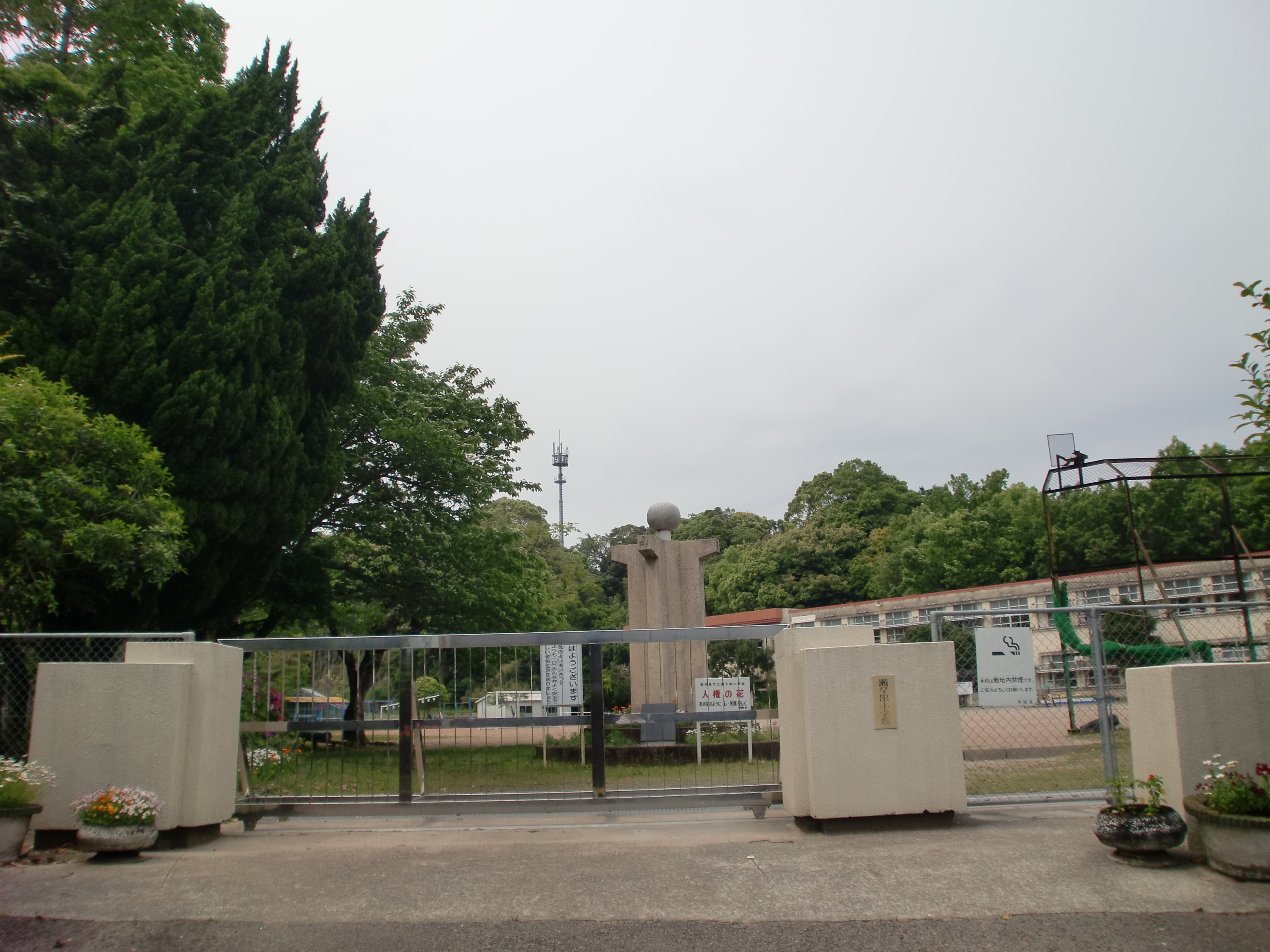
鹿児島市立瀬々串小学校

喜入瀬々串町には「鹿児島市立瀬々串小学校」が設置されている。かつては「喜入町立瀬々串中学校」が設置されていた。

### 中学校
瀬々串中学校は、1947年（昭和22年）5月に瀬々串小学校を校区とする中学校として瀬々串小学校に併設された。1972年（昭和47年）に生徒数の減少などを理由として喜入町立喜入中学校に生見中学校と共に統合され閉校した。統合後は1973年（昭和48年）に喜入に新校舎が完成するまで喜入中学校瀬々串教場となった。

### 小学校
瀬々串小学校は、1876年（明治9年）3月に瀬々串小学校として設置された。1887年（明治20年）には瀬々串尋常小学校に改称され、1901年（明治34年）には高等科が併設され、41年に高等科が廃止された。1919年（大正8年）には再び高等科が設置された。1941年（昭和16年）には国民学校令により瀬々串国民学校となり、1947年（昭和22年）に瀬々串小学校に改称した。

### 小・中学校の学区
市立小・中学校の学区（校区）は以下の通りである。
| 町丁         | 番・番地 | 小学校                 | 中学校               |
| ------------ | -------- | ---------------------- | -------------------- |
| 喜入瀬々串町 | 全域     | 鹿児島市立瀬々串小学校 | 鹿児島市立喜入中学校 |

## 交通

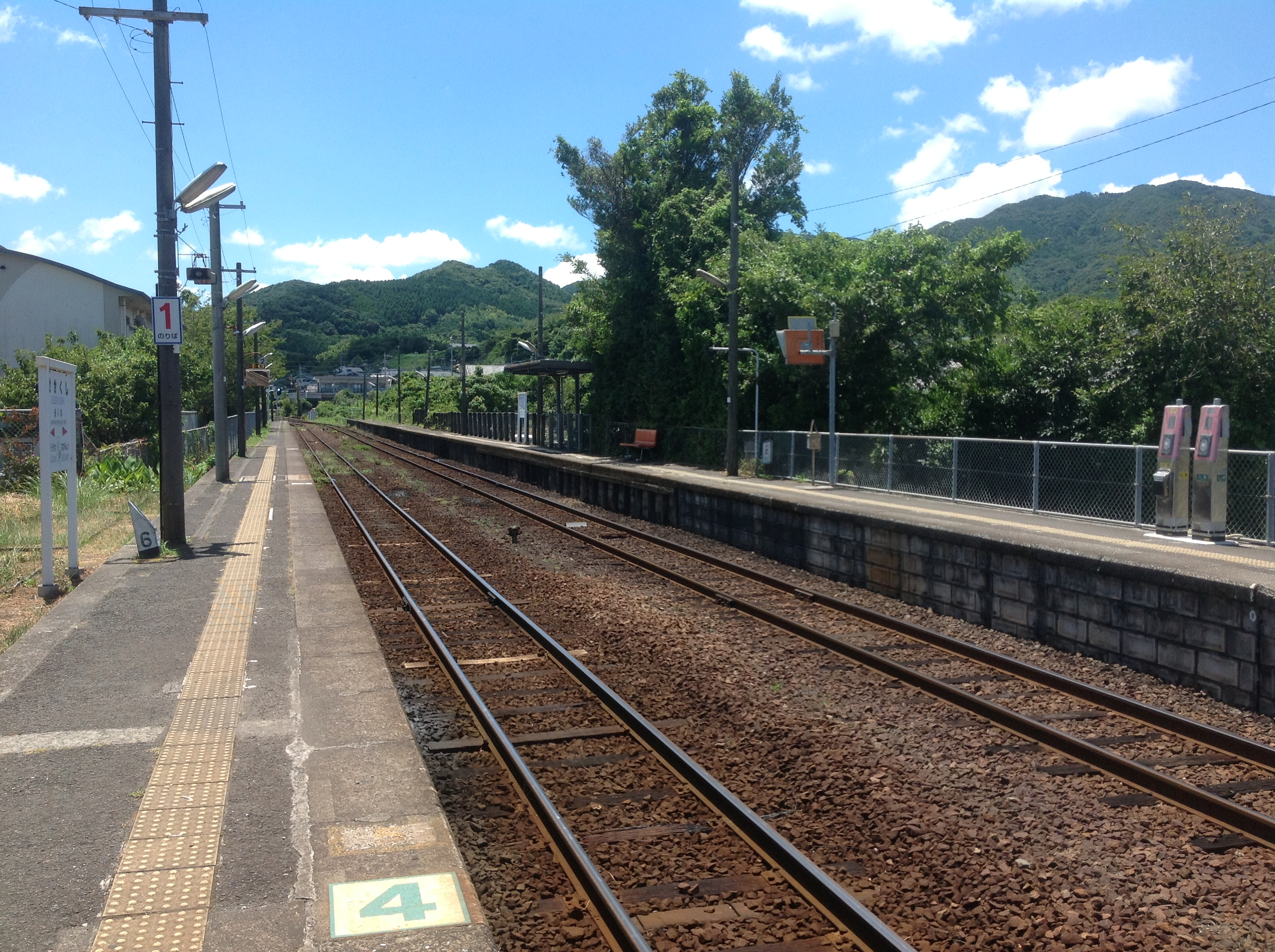
瀬々串駅

### 道路
一般国道
- 国道226号

主要地方道
- 鹿児島県道17号指宿鹿児島インター線（一般有料道路指宿スカイライン）
- 鹿児島県道23号谷山知覧線

一般県道
- 鹿児島県道231号瀬々串停車場線

### 鉄道
九州旅客鉄道指宿枕崎線
- 瀬々串駅

## 出身人物
- 川原新次郎（政治家、参議院議員、喜入町長、鹿児島県議会議員）[61]
- 濱島敦俊（歴史学者、大阪大学名誉教授）[62]